# Angularis-Syndrom
Als Angularis-Syndrom (lat. angularis = winkelig) bezeichnet man einen Komplex neurologischer Symptome, der durch den Ausfall der Funktion des Gyrus angularis der sprachdominanten (zumeist der linken) Gehirnhälfte entsteht. Es besteht aus folgenden Symptomen:
- (amnestische) Aphasie
- Alexie
- Agrafie
- Akalkulie

Oft wird synonym die Bezeichnung Gerstmann-Syndrom verwendet. Dieses wurde von Josef Gerstmann im Jahre 1924 beschrieben und setzt sich aus Alexie, Agraphie, Akalkulie, Rechts-Links-Schwäche und Fingeragnosie (ohne Aphasie) zusammen. In der Neurologie ist die Verwendung beider Begriffe schwammig, da sie in ihrer reinen Form sehr selten vorkommen und die verschiedenen Symptome stattdessen in den verschiedensten Kombinationen auftreten. Noch vor wenigen Jahren wurde das Angularis-Syndrom als ein Gerstmann-Syndrom mit amnestischer Aphasie und Alexie angesehen. Auch der Symptom-Komplex von Agraphie, Akalkulie, optischer Agnosie, homonymer Hemianopsie und Asomatognosie wird in (nicht-neurologischen) Standard-Nachschlagewerken als Angularis-Syndrom bezeichnet.

## Anatomisches
Betroffen ist definitionsgemäß der Gyrus angularis der linken Gehirnhälfte, der am hinteren Ende des Sulcus temporalis superior liegt. Er entspricht dem Brodmann-Areal 39. Dort treffen anatomisch Scheitel-, Schläfen- und Hinterhauptlappen aufeinander.
Der Gyrus angularis wird von der Arteria gyri angularis und einem Endast der Arteria parietalis posterior, beides Äste der Arteria cerebri media, versorgt. Die (seltene) isolierte Infarzierung dieser Blutgefäße führt entsprechend zum sogenannten Angularis-Syndrom. Auch Blutungen, Tumoren, Entzündungen, Verletzungen und ähnliche Schädigungen können ursächlich sein.

## Physiologisches
Der Gyrus angularis gehört zu den höheren Assoziations-Arealen der Großhirnrinde. Er spielt eine entscheidende Rolle in der Vernetzung höherer Seh- und Hör-Zentren mit höheren sensorischen und motorischen Arealen. Somit ist er an Funktionen wie Schreiben, Lesen und Rechnen entscheidend beteiligt. Doch auch höhere menschliche kognitive Leistungen wie die Fähigkeit zu Abstraktion werden ihm zugerechnet.

## Aktuelles
Der amerikanische Neurologe Vilayanur Ramachandran stellte diese höheren assoziativen Funktionen in den Zusammenhang mit Synästhesie: Da in direkter Nachbarschaft des Gyrus angularis das visuelle Farbzentrum V4 liege, könnte die für die Synästhesie typische farbliche Zuordnung von Zahlen hinreichend erklärt werden. Ramachandran sieht die Fähigkeiten zu Abstraktion und Sprache als Eigenschaft der Menschheit in der Funktion des Gyrus angularis und der diesen umgebenden höheren Assoziationszentren begründet.

## Historisches
Der französische Neurologe Joseph Jules Dejerine beschrieb 1892 erstmals ein Modul für Schriftsprache im linken Gyrus angularis, dessen Schädigung nicht mit Störungen der Lautsprache einherging. Zuvor waren von Paul Broca und Carl Wernicke weitere Sprachzentren entdeckt worden.